# Mare Marjanović
Marijan Marjanović detto Mare (1904 – 6 marzo 1983) è stato un calciatore jugoslavo, di ruolo difensore.